# Перекладачі Біблії України (Першопрохідці біблійного перекладу)
Першопрохідці біблійного перекладу (англ. Pioneer Bible Translators) – християнська місія, спрямована на переклад Біблії для мов, якими Біблія не видана. Заснована в США 1974 року, має відділення в багатьох країнах світу, зокрема в Папуа-Новій Гвінеї, Бразилії, Канаді, Польщі та Україні.

## Діяльність
Організація займається перекладами Біблії на мови, на які вона досі не перекладена. Часто це мови, які не мають власної писемності. Переважно в XX столітті місія працювала в Новій Гвінеї та Африці, але надалі почала поширювати свою діяльність в Азії, Європі та Північній Америці.
На відміну від подібних місій «Першопрохідці біблійного перекладу» станом на 2013 рік спрямовували до 79% своїх доходів саме на переклади, а не на допоміжну діяльність.
Разом з іншими місіями «Першопрохідці біблійного перекладу» розробили програмне забезпечення для перекладу Біблії для неписьменних мов.

## В Україні
У 2023 році створено ГО «Перекладачі Біблії України» як місцеве відділення місії «Першопрохідці біблійного перекладу». 

### Історія створення
У 1999 році місія «Першопрохідці біблійного перекладу» спільно з місією Team Expansion та «Институтом Перевода Библии» почали роботу над перекладом Біблії кримськотатарською мовою. Працівник місії Рондел Сміт неодноразово відвідував Таврійський християнський інститут з метою обміну досвідом. У квітні 2014 року почався процес утворення місії «Перекладачі Біблії України» з офісом у Херсоні, директором якої став ректор ТХІ Валентин Синій. 7 квітня 2016 року відбулася офіційна реєстрація релігійної організації «Перекладачі Біблії України». 
2021 року на заміну Валентину Синьому місія «Першопрохідці біблійного перекладу» схвалила на посаду виконавчого директора Романа Дячука з м. Івано-Франківська. У серпні 2021 року Р. Дячук переїхав до Херсону, але на початку 2022 року через російське вторгнення місії «Перекладачі Біблії України» були змушені евакуюватися з окупованого Херсону до Івано-Франківська. 1 листопада 2022 року Рада опікунів місії «Перекладачі Біблії України» ухвалила рішення  передати керівництво місії Роману Дячуку, який два останні роки був виконавчим директором[джерело?]. 
Згодом було ухвалено рішення про реорганізацію місії й 9 березня було утворено ГО «Перекладачі Біблії України», а 18 травня 2023 року відбулося формування нового Правління.

### Переклади
З 2016 року місія ПБУ спільно з міжнародним офісом «Першопрохідці біблійного перекладу» працювали над підготовкою редакторів та перекладачів для чотирьох діалеків ромської мови: кримсько-ромським, закарпатським, волоським та сервицьким.
Першим великим проєктом стала робота з перекладу Євангелії від Луки. На неї пішло понад чотири роки. Переклад наступної книги – Дії Апостолів – у деяких зайняв лише півроку. Таким чином, на момент виходу Євангелії від Луки чотирма діалектами ромської мови місія вже мала досвідчених, підготовлених перекладачів і редакторів, що надалі забезпечувало швидке просування роботи.
Популярною продукцією місії, що користується великим попитом серед ромів, стали настінні календарі з цитатами з Біблії на ромській мові. Вони випускаються майже щороку, для ілюстрації використовуються картини відомих художників Ніколая Бессонова та Тиберія Йонаша. А під час підготовки календарів на 2021 рік місія організувала міжнародний конкурс дитячих малюнків. Найкращі роботи увійшли до календарів.
До цього часу місія закінчила переклад Євангелії від Луки чотирма ромськими діалектами, книгу Дії Апостолів трьома, а книги Йони та Рут чотирма. Ведеться робота з перекладу Євангелії від Івана на волоський діалект та книги Буття на чотири ромські діалекти: кримсько-ромський, волоський, сервицький та ловарський.
Іншим проєктом стало створення додатку Roma Bible в Play Маркеті, де кожен, хто має сенсорний телефон на платформі Android зможе читати перекладені книги, слухати аудіо начитування  та дивитись відео ряд.
Крім того, ГО "ПБУ" брали участь у перекладі на українську мову книг Грага Пруетта "Радикальна молитва" та "Надзвичайне слухання", а також "Чи Велике Доручення все ще велике?" Стіва Річардсона. 
Варто додати, що була випущена перша книга Старого Заповіту чотирма ромськими діалектами: Йони. Книга має особливий колорит та ункальність, оскільки проілюстрована талановитою українською художницею.

### Інша діяльність
Окрім перекладу Біблії, ГО «ПБУ» займається й іншими благодійними проєктами. Наприклад, команда місії регулярно підтримує служіння серед ромського народу: проводить євангелізації та організовує гуманітарну допомогу. Так у 2022 році було зроблено проєкт «Різдвяний пакунок для ромів».
ГО «Перекладачі Біблії України» регулярно проводить різноманітні конференції та навчання, у тому числі для майбутніх місіонерів.
У 2023 році організація втілила у реальність проєкт "Шкільна мрія". Понад 100 ромських дітей отримали рюкзаки зі шкільним приладдям. "Свята допомога" - це проєкт 2024 року, а саме розмальовка з історією для дітей. Сотні дітей отримали свій різдвяний подарунок в різних куточках України.